# Famille Bonheur
La famille Bonheur est une famille de peintres, issue de Bordeaux et concerne principalement les descendants de Raymond Bonheur, artiste peintre, qui a été maître de ses enfants et en particulier de Rosa Bonheur, membre le plus célèbre de sa fratrie.

## Liens de filiation entre les personnalités notoires
- Jean François Bonheur (1748-1829), marié à Marie Éléonore Perrard[1]
  - Jean Bonheur (1779-?), peintre doreur, marié à Geneviève Debrinet (1785-?) en 1804 puis à Anne Idrac (1781-?) en 1815.
  - Jean Bonheur (1790-1791)
  - Pierre Bonheur (1790-?)
    - Ferdinand Bonheur (1817-1889), peintre orientaliste cousin de Rosa Bonheur selon les sources, mais son degré de cousinage n'est pas connu. Peut-être un fils de Jean ou de Pierre.

  - Jeanne Rosalie Bonheur (1791-1793)
  - Elisabeth Bonheur (1793-1873)
  - Raymond Bonheur (1796-1849), peintre, marié à Sophie Marquis, fille adoptive de Jean-Baptiste Dublan de Lahet (1762-1830) et de son épouse Jeanne Clothilde Julie Kethy Gilhem (1780-1816), en réalité fille adultérine de Dublan.
    - Rosa Bonheur (1822-1899), peintre
    - Auguste Bonheur (1824-1884), peintre, marié à Marie Marguerite Fauche
      - Antoinette Marguerite Bonheur, mariée à Launay (1853-1916)
      - Françoise Marie Bonheur (1855-1874)
      - Juliette Louise Bonheur (1857-?)
      - Raymond Bonheur (1861-1939), musicien
      - Elisabeth Marguerite Hélène Bonheur (1869-1957)

    - Isidore Bonheur (1826-1901), sculpteur et peintre
    - Juliette Bonheur (1830-1891), peintre, mariée à son demi-frère par alliance, François Hippolyte Peyrol, éditeur d'estampes et fabricant de bronzes, fils issu du premier mariage de Marguerite Picard (1813-1883) avec François Hippolyte Peyrol.
      - Hippolyte Peyrol (1856-1929), sculpteur, marié à Marie Louise Core
      - René Peyrol (1860-1899), peintre

    - Germain Bonheur, fils de Raymond et de sa deuxième épouse Marguerite Peyrol (déjà mère de François hippolyte Peyrol).